# 泰坦航空
泰坦航空（英語：Titan Airways）是一家英國專營包機業務的航空公司，總部位在倫敦史坦斯特機場。旗下機隊可載運6到265名旅客，經營各種包機業務。此外泰坦航空的貨機機隊也替皇家郵政執行任務。
泰坦航空擁有英國民航局所頒發的Type A營運執照，可以用座位數20以上的飛機載運旅客、貨物及郵件。

## 歷史

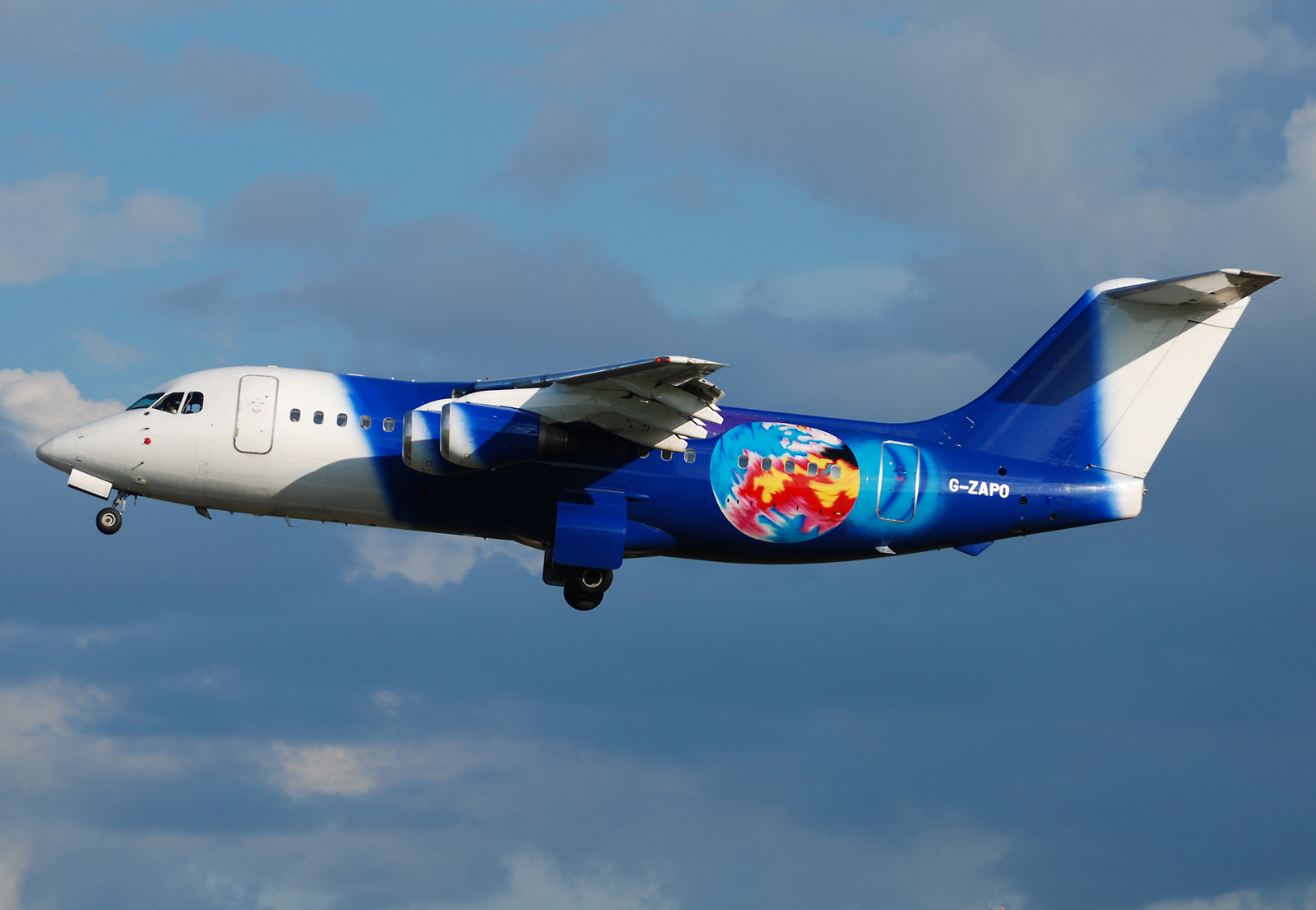
一架泰坦航空的舊塗裝BAe 146，攝於愛丁堡機場。

1988年，Gene Willson創立了泰坦航空，在這24年間成為英國最有名望的包機航空公司，客戶包括投資公司、飛機製造商、各大汽車公司、足球隊、旅遊業者、郵輪公司和娛樂行業。
由於旗下機隊塗裝低調不易引起注意，當其他航空公司遇到特殊情況時，常請泰坦航空進行支援。泰坦航空已獲得多個獎項，包含
Queen's Award for Enterprise （页面存档备份，存于）這個重要的獎。

## 航點

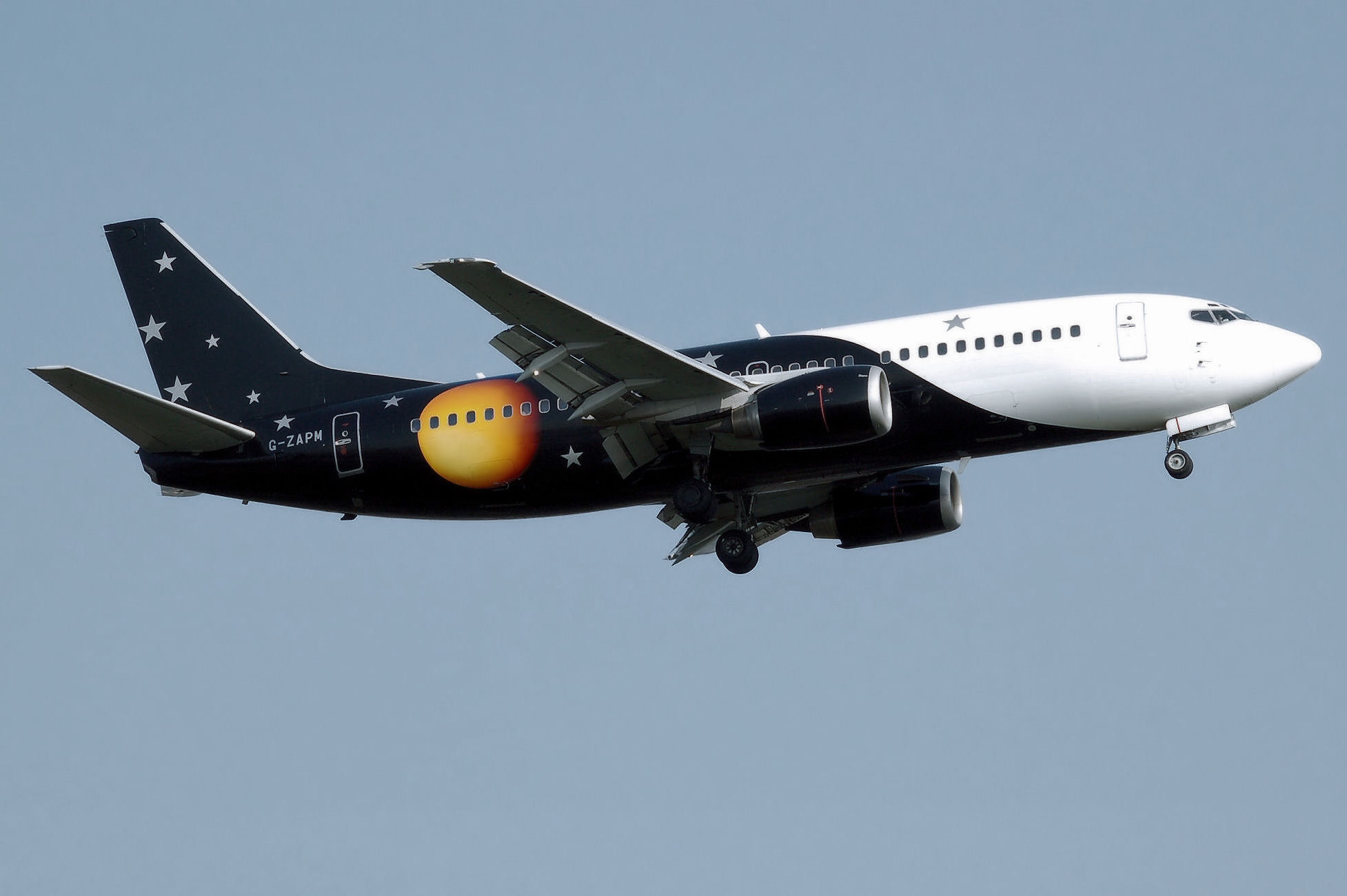
波音737-300

泰坦航空的航點依季節及租用包機的英國旅遊業者而改變，在夏季的主要航點有土耳其的Dalaman、法國的Lourdes跟科西嘉島的Figari和Calvi；在冬天則飛往法國阿爾卑斯地區的Chambéry。
除了上述的季節性包機之外，泰坦航空也依客戶需求提供長短程航班，亦有提供濕租的服務。

## 英國國防部包機任務

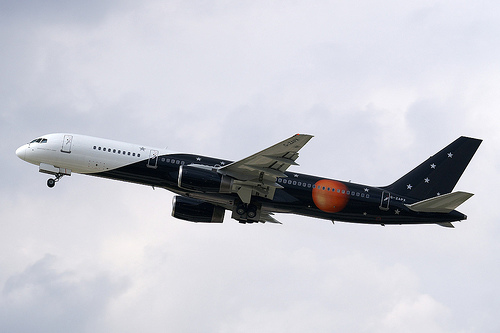
波音757-200

泰坦航空自2011年9月起，和英國國防部簽約，在未來12個月提供每週兩次由英國飛往福克蘭群島的航班
，此包機任務也被稱為「南大西洋空中橋樑」。

## 機隊

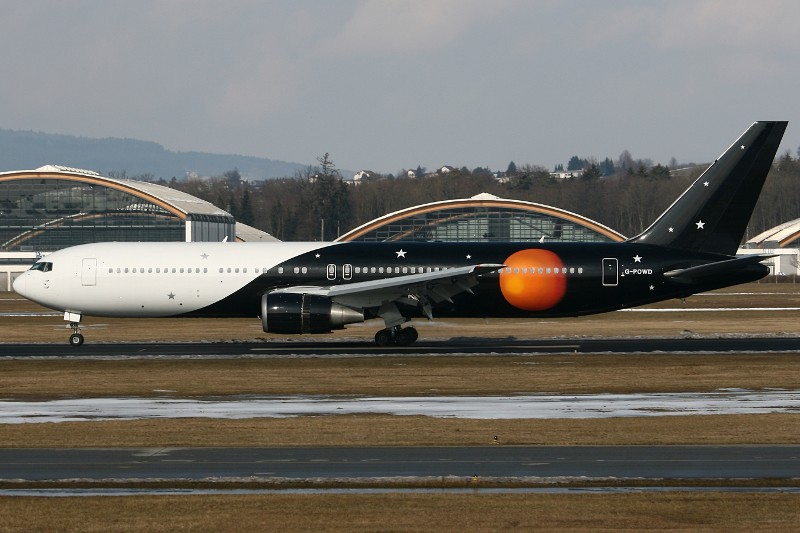
波音767-300

截至2024年3月為止，泰坦航空的機隊如下

## 外部連結
- 官方网站